# Cezary Grabarczyk
Cezary Stanisław Grabarczyk (), né le 26 avril 1960 à Łódź, est un homme d'État polonais membre de la Plate-forme civique (PO). Il est ministre de la Justice entre septembre 2014 et avril 2015.

## Biographie

### Formation et activité professionnelle
Après avoir obtenu son diplôme de droit à l'université de Łódź en 1984, il travaille pendant trois ans au sein de la sécurité sociale, toujours à Łódź, puis il est recruté en 1987 comme inspecteur par une société de construction de logements du quartier de Bałuty. En 1988, il obtient un poste similaire auprès de la municipalité de Łódź et devient dans le même temps assistant au département de droit constitutionnel de la faculté de droit de son ancienne université, occupant ce poste pendant huit ans.
Parallèlement à partir de 1989, il entame une carrière d'avocat, qu'il doit interrompre en 1998, lorsqu'il est nommé président adjoint du bureau des marchés publics de la ville.

### Carrière politique

#### Une succession de partis libéraux
Il adhère à l'Union de la politique réelle (UPR) en 1990, dont il préside la section de Łódź. Il quitte le parti en cours d'année pour rejoindre le Parti conservateur-libéral (PKL), au sein duquel il occupe les mêmes fonctions. Toutefois, dès 1991, il devient membre du Congrès libéral-démocrate (KLD), étant élu au bureau du conseil national. À partir de 1994, à la suite de la fusion du KLD avec d'autres formations, il fait partie de l'Union pour la liberté (UW), un parti libéral où il occupe la vice-présidence de la commission disciplinaire.

#### La Plate-forme civique: élection à la Diète
En 1999, il est nommé préfet adjoint de la voïvodie de Łódź, mais renonce à ce poste en 2001, lorsqu'il est élu député à la Diète polonaise sous les couleurs de son nouveau parti, la Plate-forme civique. Il prend alors la présidence de la commission parlementaire extraordinaire pour les changements de codification. Réélu en 2005, il est porté à la tête de la commission parlementaire de la Justice.

#### Ministre des Infrastructures
Cezary Grabarczyk est nommé ministre des Infrastructures dans le gouvernement de coalition de centre droit du nouveau président du Conseil des ministres, et président de la PO, Donald Tusk, le 16 novembre 2007, environ un mois après sa réélection à la Diète lors des législatives anticipées. Son portefeuille réunit alors des compétences éclatées entre les ministères des Travaux publics, des Transports, et de la Mer, sous le précédent cabinet.

#### Vice-président de la Diète
À la suite des élections législatives du 9 octobre 2011, il est élu vice-président de la Diète le 8 novembre, lors de la séance d'ouverture de la septième législature, et abandonne alors le gouvernement.

#### Ministre de la Justice
Le 19 septembre 2014, la future présidente du Conseil Ewa Kopacz annonce qu'il sera nommé ministre de la Justice trois jours plus tard. Il démissionne le 30 avril 2015, après que les médias ont révélé qu'il a obtenu en 2012 son permis de port d'arme de manière irrégulière ; son successeur désigné est le député Borys Budka, universitaire de 37 ans peu connu des Polonais.